# Diocesi di Sululi
La diocesi di Sululi (in latino Dioecesis Sululitana) è una sede soppressa e sede titolare della Chiesa cattolica.

## Storia
Sululi, identificabile con Bir-el-Heuch nell'odierna Tunisia, è un'antica sede episcopale della provincia romana dell'Africa Proconsolare, suffraganea dell'arcidiocesi di Cartagine.
È noto un solo vescovo di Sululi, il cattolico Restituziano, che intervenne alla conferenza di Cartagine del 411, che vide riuniti assieme i vescovi cattolici e donatisti dell'Africa romana; in quell'occasione la sede non aveva vescovi donatisti.
Dal 1927 Sululi è annoverata tra le sedi vescovili titolari della Chiesa cattolica; dal 22 maggio 1998 il vescovo titolare è John Baptist Tseng Chien-tsi, già vescovo ausiliare di Hwalien.

## Cronotassi dei vescovi
- Restituziano † (menzionato nel 411)

## Cronotassi dei vescovi titolari
- Ange-Marie Hiral, O.F.M. † (18 marzo 1929 - 18 gennaio 1952 deceduto)
- Fidel García Martínez † (7 maggio 1953 - 10 febbraio 1973 deceduto)
- Tomás Guilherme (Thomas William) Murphy, C.SS.R. † (29 dicembre 1973 - 6 luglio 1995 deceduto)
- John Baptist Tseng Chien-tsi, dal 22 maggio 1998